# Pallidonia
Pallidonia is een geslacht van weekdieren uit de klasse van de Gastropoda (slakken).

## Soorten
- Pallidonia simplex Laseron, 1955

Deze soortnaam wordt niet meer erkend en is hernoemd naar onderstaande naam:

## Nieuwe naam
- Pepta simplex (Laseron, 1955)